# 26 minutes de célébrité

Logo de l'émission

26 minutes de célébrité est une émission de télévision animée par Daphné Bürki et diffusée en clair sur Canal+ du 26 juillet 2008 à 2009.
Diffusée dans un premier temps le samedi à 13 h 40 puis par la suite de manière aléatoire les dimanches aux alentours de 12 h 0, elle est consacrée aux tendances, à la mode et à l'actualité people.